# 井上乙彦
井上 乙彦（いのうえ おとひこ、1885年（明治18年）5月26日 – 1969年（昭和44年）7月17日）は、大日本帝国陸軍軍人。最終階級は陸軍少将。華北電信電話株式会社総裁。

## 経歴
東京府出身。1905年（明治38年）に陸軍士官学校を卒業し、工兵少尉に任ぜられた。さらに陸軍戸山学校、陸軍砲工学校、陸軍大学校を卒業。近衛師団副官、陸軍省軍務局課長、陸軍航空学校教官、陸軍大学校教官、陸軍工兵学校教導大隊長、鉄道第二連隊長、陸軍通信学校研究部部員などを歴任した。1933年（昭和8年）3月、陸軍少将に昇進し、教育総監部附となった。同年8月、予備役に編入。
その後、満洲電信電話株式会社理事・総務部長を務め、華北電政総局総務局長を経て、華北電信電話株式会社総裁に就任した。
1947年（昭和22年）11月28日、公職追放仮指定を受けた。

## 栄典
- 1940年（昭和15年）8月15日 - 紀元二千六百年祝典記念章[5]